# Нефедово (Наро-Фоминский район)
Нефедово — деревня в Наро-Фоминском районе Московской области, входит в состав сельского поселения Атепцевское.

## География
Деревня расположена на юге центральной части района, у границы с Калужской областью, у истока безымянного правого притока реки Истья, высота центра над уровнем моря 188 м. В 300 м восточнее Нефедово проходит автодорога М3 Украина, за ней, в 600 м, деревня Деденево.

## История
До 2006 года Нефедово входило в состав Атепцевского сельского округа.

## Население
| 2002 | 2006 | 2010 |
| ---- | ---- | ---- |
| 8    | ↘4   | ↘1   |

## Инфраструктура
В деревне числятся 2 улицы и 2 садовых товарищества.